# Harold Henry Rowley
Harold Henry Rowley (* 24. März 1890 in Leicester; † 4. Oktober 1969 in Stroud, Gloucestershire) war ein englischer baptistischer Theologe und Missionar.

## Leben
Harold Henry Rowley war das fünfte von sechs Kindern des Schuhmachermeisters Richard Rowley und der Emma, geb. Saunt. Er besuchte mit seinen Geschwistern und Eltern häufig die vom Prediger Frederick Brotherton Meyer gegründete Baptistenkirche Melbourne Hall in Leicester, wo seine theologischen Überzeugungen und sein Interesse an der Missionierung Chinas maßgeblich geprägt wurden. Nach seiner ersten Ausbildung in der Wyggeston School studierte er im Bristol Baptist College, wo er den Titel eines Master of Arts erlangte, sowie im Mansfield College in Oxford, und promovierte an der London University zum Doktor der Theologie. Ein geplanter Studienaufenthalt in Deutschland wurde 1914 durch den Ausbruch des Ersten Weltkriegs verhindert. 1918 ging er eine Ehe mit Gladys B. Shaw ein und hatte mit ihr einen Sohn und drei Töchter. 
In seiner geistlichen Laufbahn war Rowley zuerst ab 1916 als Pfarrer der Baptistengemeinde in Wells in Somerset tätig. Von 1922 bis 1930 hielt er sich in China auf und wirkte dort als Missionar sowie bis 1929 auch als außerordentlicher Professor für Altes Testament an der Shandong-Universität. 1930 kehrte er auf die Britischen Inseln zurück und nahm den Posten eines Dozenten für semitische Sprachen am University College in Cardiff in Wales an. 1935 wechselte er als Professor für Altes Testament und semitische Sprachen an das University College in Bangor. Hier hatte er den Ruf eines strengen Zuchtmeisters. Schließlich versah er von 1945 bis zu seiner Pensionierung 1956 die Professur für semitische Sprachen und alttestamentarische Literatur an der University of Manchester; auch war er ab 1953 Dekan von deren theologischer Fakultät. Zu seiner Zeit war er ein anerkannter Gelehrter des Alten Testaments, erhielt Ehrendoktorate mehrerer Universitäten und wurde zum Fellow der British Academy ernannt. Er verfasste zahlreiche, teilweise unten angeführte Werke zum Alten Testament und war außerdem u. a. von 1956 bis 1960 Herausgeber des Journal of Semitic Studies. 1969 starb er im Alter von 79 Jahren in Stroud.

## Werke (Auswahl)
- Aspects of Reunion, London 1923
- The Aramaic of the Old Testament: A Grammatical and Lexical Study of its Relation to Other Early Aramaic Dialects, Oxford 1929
- Darius the Mede and the Four World Empires in the Book of Daniel, Cardiff 1935; neue Auflage 1959
- The Relevance of the Bible, 1942
- The Relevance of Apocalyptic: A Study of Jewish and Christian Apocalypses from Daniel to Revelation, London 1944; 3. Auflage 1953; deutsch 1965
- The Missionary Message of the Old Testament, London 1945
- From Joseph to Joshua: Biblical Traditions in the Light of Archeology, London 1950
- The Growth of the Old Testament. London, New York 1950
- The Biblical Doctrine of Election, London 1950
- The Servant of the Lord, London 1952; 2. überarbeitete Auflage Oxford 1965
- The Zadokite Fragments and the Dead Sea Scrolls, London 1952
- The Unity of the Bible, London 1953
- Worship in Ancient Israel: Its Forms and Meaning, London 1967